# يانغ زيندو
يانغ زيندو (مواليد 1926) ولد في بكين، الصين في عائلة يانغ المعروفة بحبها لفنون الدفاع عن النفس. ابن يانغ تشنغ فو وحفيد يانغ لوتشان (مبتكر أسلوب يانغ في التاي تشي شوان).

## حياته
بدأ يانغ زيندو بتعلم أسلوب التاي تشي شوان في سن 6 مع والده، واستمر في التعلم مع إخوانه، يانغ تشن مينغ، وأخيه الأصغر بعد وفاة والده. أصبح يانغ مثل أبيه مجتهد، صبور، متواضع، يمتلك مهارة بارعة في الفنون القتالية. وكان يانغ يعشق التاي تشي شوان. كرس يانغ حياته لنشر وتعميم الأسلوب . وقد قام بترويج أسلوب يانغ تاي تشي شوان من أجل توسيع علاقات الصداقة بين مواطني الصين وبقية العالم.
لقد عاش في تاييوان بمقاطعة شانشي، الصين، منذ عام 1960 ، حيث قام بتعليم التاي تشي شوان بأسلوب يانغ، وتمت دعوته عدة مرات للتدريس وعقد حلقات دراسية في العديد من البلدان حول العالم.

## منصبه في جمعية شانشي للووشو وإنشاءه لجمعية شانشي يانغ ستايل تاي تشي شوان
شغل منصب نائب رئيس جمعية شانشي للووشو منذ عام 1980. في عام 1982 أسس وخدم كرئيس لجمعية (شانشى يانغ ستايل تاي تشي شوان)، وهو الآن رئيسها . يوجد الآن في هذه الجمعية أكثر من 30,000 عضو في جميع أنحاء المقاطعة وهي أكبر منظمة فنون قتالية من نوعها في الصين. في أكتوبر 1998، قام يانغ بتأسيس (جمعية يانغ ستايل تاي تشي شوان الدولية)، حيث شغل منصب رئيس مجلس الإدارة. تحت قيادته، نمت الجمعية الآن إلى 28 مركزًا في 12 دولة مع أكثر من 2000 عضو في جميع أنحاء العالم.
في عام 1996 ، اعترفت أكاديمية الووشو الصينية بـ يانغ زيندو كواحد من أفضل 100 معلم في الووشو في الصين. وفي عام 1997 حصل على المفتاح الذهبي لمدينة تروي بولاية ميشيغان من عمدة المدينة.

## مجلات ظهر بها
ظهر يانغ زيندو عدة مرات في مجلات التاي تشي وغيرها من مجلات الفنون القتالية، ألف يانغ العديد من المقالات والكتب المكتوبة حول تعلم التاي تشي شوان، كما أنتج 3 مجموعات كاملة من مقاطع الفيديو التعليمية لهذا الفن.
أثناء الاحتفاظ بمنصبه كرئيس لجمعية يانغ ستايل تاي تشي شوان الدولية، تقاعد يانغ زيندو من أنشطته التعليمية العادية منصبه كرئيس للجمعية، وعين تلميذه وحفيده يانغ جون رئيسًا جديدًا لمواصلة عمله.